# سحابی شعله
سحابی شعله یا ان‌جی‌سی ۲۰۲۴ یک سحابی در صورت فلکی شکارچی است که حدود ۹۰۰ تا ۱۵۰۰ سال نوری تا زمین فاصله دارد. ستاره درخشان نطاق، شرقی‌ترین ستاره در کمربند شکارچی، نور پرتو یونیزان و شارژشده از انرژی را به درون شعله می‌تاباند و همین موضوع باعث دور شدن الکترون‌ها از گازهای میان ستاره‌ای عظیمی می‌شود که در آنجا ساکن هستند. بیشتر درخشش شعله زمانی حاصل می‌شود که الکترون‌ها به همراه هیدروژن یونش شده و با هم ترکیب می‌شوند. گاز و غبار تاریکِ مازاد در مقابل بخش روشن سحابی قرار دارد و این همان چیزی است که باعث ایجاد شبکه تاریکی می‌شود که در مرکز درخشان این سحابی خودنمایی می‌کند. سحابی شعله بخشی از مجتمع ابر مولکولی شکارچی است، این مجتمع منطقه‌ای با قابلیت ستاره‌زایی است که شامل سحابی سر اسب نیز می‌باشد.
قسمت مرکزی سحابی شعله متشکل از مجموعه‌ای ستارگان خوشه ستاره‌ای باز است که تازه تشکیل شده‌اند، ۸۶٪ این مجموعه از ستارگان نیز دارای قرص پیراستاره‌ای هستند. مشاهداتی که به کمک اخترشناسی پرتو ایکس و توسط رصدخانه پرتو ایکس چاندرا صورت گرفته نشان می‌دهد که جمعیت تخمینی آن حدود ۸۰۰ ستاره است و همچنین، پرتو ایکس نشان‌داده‌است که جوانترین این ستاره‌ها در نزدیکی مرکز خوشه متمرکز شده‌اند.

## نگارخانه

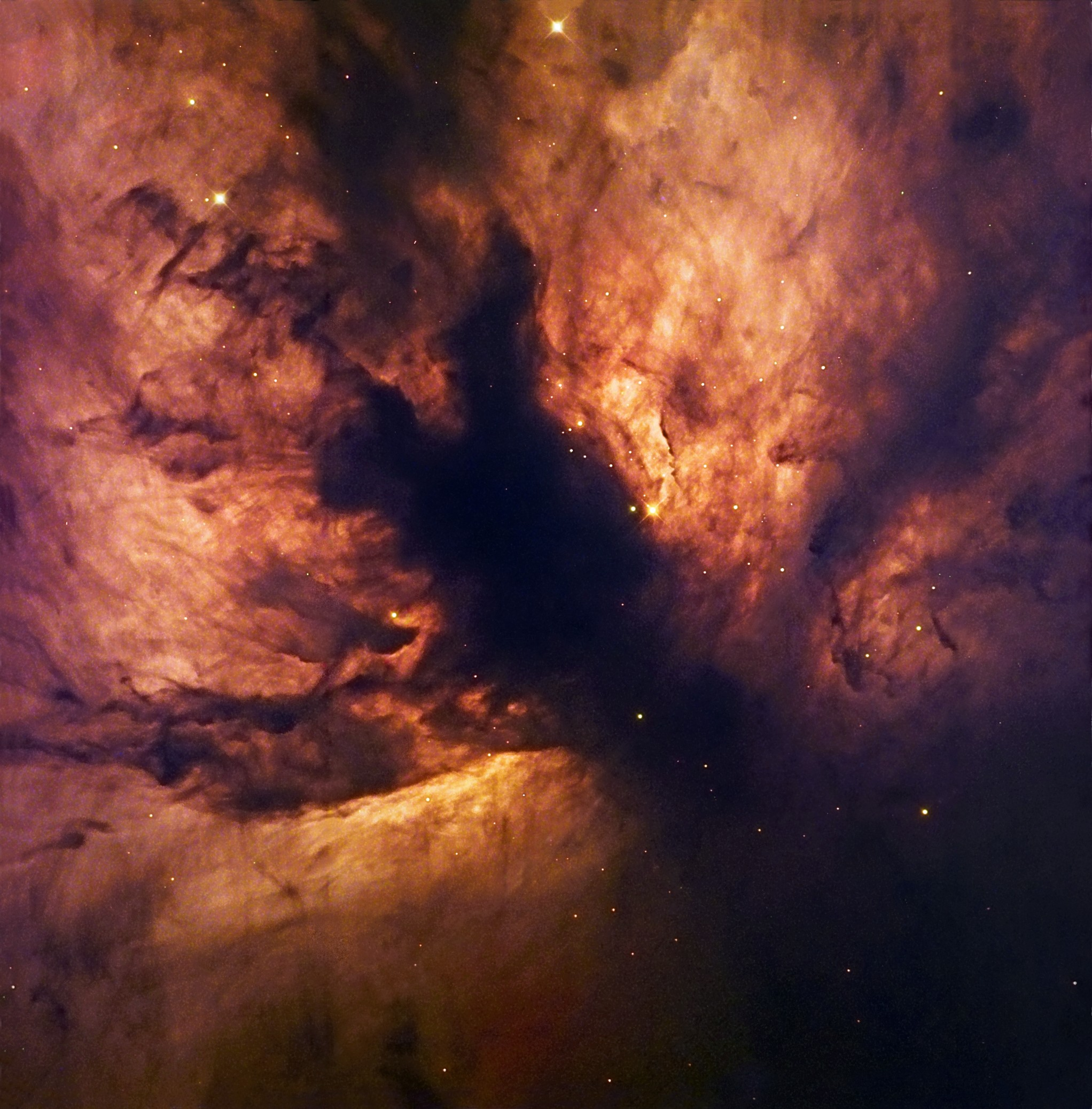
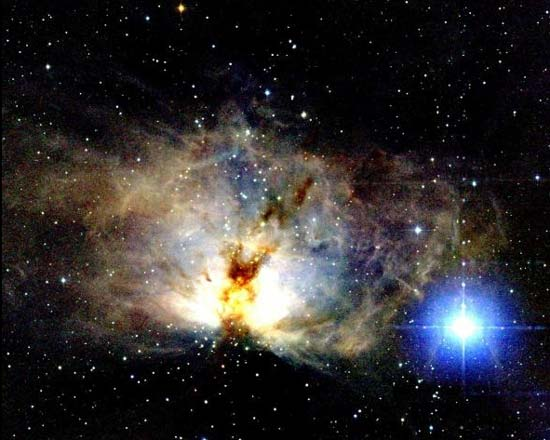